# Austropallene lukini
Austropallene lukini là một loài nhện biển trong họ Callipallenidae. Loài này thuộc chi Austropallene. Austropallene lukini được miêu tả khoa học năm 2002 bởi Turpaeva.